# Guerra de la Independencia en Entre Ríos

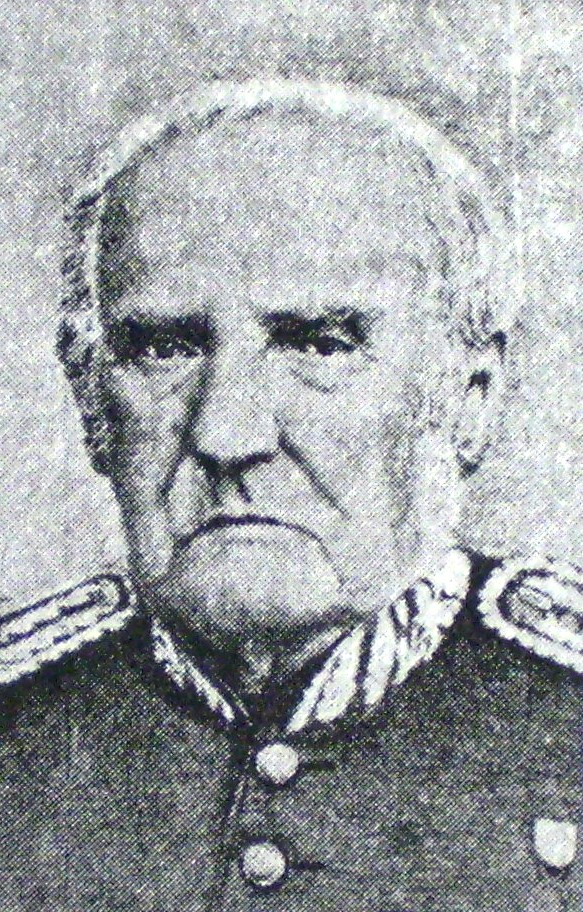
Blas Pico, primer gobernador de Entre Ríos.

Parte de la Guerra de la Independencia Argentina se desarrolló en la Provincia de Entre Ríos, en donde se enfrentaron las milicias locales, y fuerzas regulares de Buenos Aires, con tropas y corsarios realistas procedentes de Montevideo y auxiliadas por fuerzas portuguesas. La guerra contra los españoles en suelo entrerriano duró menos de 4 años, pues finalizó por completo al caer Montevideo en manos patriotas en 1814. 

## Adhesión de Entre Ríos a la Revolución de Mayo
Tras la Revolución de Mayo de 1810, las poblaciones entrerrianas adhirieron a la emancipación a pesar de que los cabildos de las 3 villas estaban dominados por españoles europeos. El delegado de la Primera Junta, coronel José Espínola, de paso al Paraguay llegó a Santa Fe el 5 de junio y ese mismo día pasó a La Bajada, en donde el vecindario y el alcalde de hermandad reconocieron a la Junta en consonancia con el teniente de gobernador de Santa Fe, Prudencio de Gastañaduy, del cual dependían. De La Bajada, Espínola continuó por el camino de postas de la carrera de Asunción, que bordeaba el río Paraná, hacia Corrientes.
El 8 de junio se conoció en la villa de Concepción del Uruguay la instalación de la Junta y ese mismo día el cabildo la reconoció: 

Reconocimiento de la Junta por la Concepción del Uruguay.

Exmo. Señor: Acabamos de recibir con oficio de V. E. de 1° del corriente, los impresos que manifiestan los justos motivos y fines de la instalacion de la Junta Provisional Gubernativa de las Provincias del Rio de la Plata á nombre del Sr. D. Fernando Séptimo, y quedan dadas todas las disposiciones para que se lleve á debido efecto, en el distrito de esta jurisdicción, cuanto V. E. se sirve prevenirnos. El mas pronto envío del Diputado de esta Villa y el puntual cumplimiento á las presentes y sucesivas órdenes de V. E. acreditan el celo y patriotismo de este vecindario, á cuyo nombre tenemos el honor de felicitar á V. E. Nuestro Señor Guarde la vida de V. E. muchos años.—
 
Villa de la Concepción del Uruguay, 8 de Junio de 1810.—
 
Exmo. Señor:— José Miguel Díaz Velez — Domingo Morales — Agustín Urdinarrain — José Aguirre. —
 
Señores de la Junta Provisional Gubernativa de las Provincias del Rio de la Plata.

Los cabildos de las villas de Gualeguaychú y de Gualeguay prestaron su reconocimiento a la Junta el 22 de junio:

Reconocimiento de la Junta por Gualeguay.

Exmo. señor: Este Ayuntamiento tiene el honor de avisar á V. E. el recibo del oficio é impresos relativos á la instalación de la Exma. Junta Provisional Gubernativa, que ha publicado en esta Villa, según estilo, y han sido admitidos por el pueblo congregado y sus representantes, con el mayor aplauso, estimando esta sabia medida como la mas oportuna é interesante a la tranquilidad pública, derechos é intereses del Rey. V. E. cuyos profundos conocimientos políticos se han manifestado por este hecho, sabrá emplearlos oportunamente, en cuantos casos y ramos se presenten á beneficio y en protección de los ciudadanos que ocupan el suelo americano, por lo respectivo á esta jurisdicción no debe dudarse un instante que en todo caso seguirán sus habitantes la suerte y determinaciones de la Capital, y que sus votos serán unos con los de ésta, á fin de sostener los sagrados derechos de nuestro legitimo soberano el señor don Fernando VII. Se manifestará nuestra subordinación, respeto y consideración á la Exma. Junta, remitiendo oportunamente nuestro funcionario público con los poderes respectivos, entre tanto, felicita á V. E. en su ascenso y ofrece á sus órdenes con el mayor respeto. Dios guarde á V. E. muchos años.—Gualeguay, Junio 22 de 1810.—
 
Exmo. señor:— Francisco García Petisco — Rafael Zorrilla — José Borraja — Basilio Gaicano — Pedro Echuelarrela — Sindico Procurador, Juan Pirpo —
 
Exmo. señor Presidente y Vocales de la Junta Superior Gubernativa.

El 18 de junio el comandante de armas de Misiones con base en Yapeyú, Tomás de Rocamora, efectuó el reconocimiento de la Junta, comprendiendo su jurisdicción el actual noreste entrerriano, en donde se hallaban Mandisoví y San Antonio del Salto Chico.
El 16 de julio de 1810, la Junta envió a las villas subalternas una circular resolviendo que:

Buenos Aires, 16 de Julio de 1810.—

Ha resuelto esta Junta que se suspenda por ahora, la eleccion de Diputado en la villas que no sean cabeceras de partido hasta que se resuelva con detenido examen de la materia, si deben efectivamente tener representacion en el Congreso; lo que participo, á V. S. para su inteligencia, debiendo suspender la venida el Diputado de esa Villa, caso estuviese ya elegido, y cesando toda diligencia relativa á éste punto hasta la última resolución.— Dios etc.—
 
A las Villas de (...)

A causa de esa circular los cabildos de Gualeguay y de Gualeguaychú no eligieron diputados. Debido a que en Concepción del Uruguay residía el comandante general de los partidos de Entre Ríos, a esta villa se le permitió elegir un diputado. El 30 de julio un cabildo abierto eligió al párroco José Bonifacio Redruello como diputado ante la Junta, pero no llegó a incorporarse a ella debido a sus tendencias realistas, viajando luego con el comandante Juan Ángel de Michelena a Montevideo por influencia del gobernador de esa plaza.
La Primera Junta dispuso el 5 de septiembre de 1810 que los partidos de Entre Ríos volvieran a depender de la Tenencia de Gobierno de Santa Fe, continuando como comandante militar José de Urquiza.

## Belgrano en Entre Ríos
El 11 de agosto la Junta cerró toda comunicación con el Paraguay, que se había negado a reconocer su superioridad y el 22 de septiembre de 1810 designó al vocal Manuel Belgrano como comandante de la expedición militar destinada a someter a su obediencia a las autoridades realistas paraguayas. Entre las atribuciones recibidas por Belgrano se hallaba el mando superior de los territorios del Litoral argentino.
El comandante Urquiza recibió comunicaciones del gobernador de Montevideo, Joaquín de Soria, y el 13 de septiembre de 1810 renunció a su cargo decidiéndose por el bando realista. El 16 de octubre el ejército de Belgrano cruzó el río Paraná y estableció su campamento en La Bajada. El 19 de octubre Belgrano nombró como nuevo comandante general de los partidos de Entre Ríos a José Miguel Díaz Vélez, hasta entonces alcalde de 1° voto del Cabildo de Concepción del Uruguay, encargándole la misión de formar milicias. 
El 2 de noviembre Belgrano dio parte a la Junta sobre la creación del Escuadrón de Milicias Patrióticas de Caballería del Paraná con 3 compañías, poniéndolo al mando del teniente coronel Francisco Antonio de la Torre. Luego envió a Díaz Vélez a Concepción del Uruguay junto con una compañía de 45 soldados del Regimiento de Caballería de la Patria (ex Blandengues) al mando de Diego González Balcarce, arribando el 30 de octubre.

Para asegurar en el partido de la revolución el Arroyo de la China y demás pueblos de la costa occidental del Uruguay, nombré comandante de aquella orilla al doctor José Díaz Vélez, y lo mandé auxiliado por una compañía de la mejor tropa de caballería de la patria que mandaba el capitán don Diego González Balcarce.
Memorias de Manuel Belgrano

En La Bajada Belgrano recibió refuerzos desde Buenos Aires y la donación de más de 750 caballos, destacándose entre los donantes Gregoria Pérez. 

(...) No se me olvidarán jamás los apellidos Garrigó, Ferré, Vera, y Hereñú, ningún obstáculo había que no venciesen por la patria.
Memorias de Manuel Belgrano

A fines de octubre el ejército inició la marcha en 4 divisiones que partieron cada 24 horas transponiendo los actuales límites entrerrianos por las puntas del arroyo Basualdo. Entre las fuerzas expedicionarias iban más de 200 milicianos de Nogoyá y La Bajada. Estando acampado en Curuzú Cuatiá, el 16 de noviembre de 1810 Belgrano formalizó la existencia del pueblo misionero de Mandisoví, otorgándole ejido y amplia jurisdicción.

## Ocupación realista
El 15 de junio el Cabildo de Montevideo rompió relaciones con la Junta y el 3 de septiembre el gobernador José María Salazar declaró el bloqueo naval contra Buenos Aires. Desde Montevideo el nuevo gobernador Gaspar de Vigodet ordenó el 16 de octubre que una flotilla al mando del capitán de navío Michelena avanzara por el río Uruguay y se apoderara de Entre Ríos. Además, algo más de 200 hombres avanzaron desde Colonia del Sacramento por tierra hacia Paysandú, entre los que iba una compañía de 80 Blandengues de Montevideo al mando del capitán José Artigas. 
Díaz Vélez llegó a Concepción del Uruguay el 30 de octubre y ese día comunicó al teniente de gobernador de Santa Fe:

Llegó Michelena a Paysandú con fuerzas cuyo número no sabemos de cierto. Pasó el día de ayer 14 ó 15 hombres a este lado en los terrenos de mi estancia y robaron mi barco y las canoas que siempre he tenido para el paso del río, robándome asimismo el bote de la curtiduría.

Michelena ocupó Concepción del Uruguay el 6 de noviembre de 1810 con 300 soldados y 3 cañones, tras la retirada de Díaz Vélez hacia La Bajada junto con los 45 soldados de caballería al mando de Diego Balcarce y milicianos al mando de Joaquín Vilches. La vanguardia realista fue encabezada por José Rondeau. Desde la Capilla de Alcaraz, en marcha al Paraguay, Belgrano supo la caída de Concepción del Uruguay, ordenó a Balcarce que se le reuniera con sus tropas y escribió a la Junta ofreciendo atacar a Michelena, pero recibió la respuesta en negativa en Curuzú Cuatiá. Allí el 20 de noviembre ofició a la Junta que había nombrado capitán a Juan Suárez para que con sus milicianos hostilizara a los realistas en el Arroyo de la China. José de Urquiza y Redruello celebraron la llegada de Michelena pasándose al bando realista, mientras que éste renovó el cabildo nombrando a Ignacio Sagastume como alcalde de 1° voto y el 7 de noviembre hizo jurar obediencia al gobierno de Montevideo. 
En Gualeguaychú el alcalde Francisco García Petisco lideró la restauración realista y el 7 de noviembre de 1810 un cabildo abierto decidió romper con la Junta de Buenos Aires y enviar un pedido de auxilio a Michelena. Respondiendo al pedido, Michelena envió pequeñas fuerzas hacia Gualeguay y Gualeguaychú, por lo que el 11 de noviembre el juez comisionado interino de Nogoyá, Mariano Aulestia, avisó a Garrigó en La Bajada del avance realista sobre Gualeguay. El 17 de noviembre una columna de 40 hombres ingresó en Gualeguaychú y al día siguiente se juró lealtad al Consejo de Regencia de Cádiz. Lo mismo pasó en Gualeguay bajo el liderazgo de Manuel Gómez de Celis, llegando las tropas realistas el 22 de noviembre y jurándose obediencia al Consejo de Regencia al día siguiente.
La Gazeta de Buenos Ayres expresó al respecto de la ocupación realista:

(...) no ha quedado en aquel hermoso territorio un solo hacendado hijo del país, todos han salido prófugos, o han sido remitidos presos a Montevideo, habiéndose extendido a 22 la última remesa (...)

A pedido de Belgrano, la Junta de Buenos Aires envió a la Santa Fe al coronel Martín Rodríguez con 250 hombres del Regimiento de Húsares del Rey, arribando el 29 de noviembre de 1810.

## Incursión de Artigas hasta Nogoyá
Entre los criollos que lograron escapar de Gualeguay se hallaba Bartolomé Zapata, quien junto a Juan José Román se dirigió a Santa Fe en busca de auxilios, recibió el grado de capitán dado por Rodríguez y luego lideró la resistencia contra los realistas. En un parte de Zapata a la Junta expresó: ni entre la villa ni en sus inmediaciones se permitía un solo criollo. Entre las guerrillas locales que se formaron destacó la liderada por Gregorio Samaniego en Gualeguaychú. Las guerrillas entrerrianas fueron apoyadas por el alcalde de hermandad de la Bajada del Paraná, Juan Garrigó, y por el teniente gobernador de Santa Fe, Gastañaduy, y por su sucesor Manuel Ruiz. Martín Rodríguez confió a Zapata una partida 25 húsares, con la que junto a un grupo de montoneros avanzó en diciembre hacia Nogoyá.
Desde Concepción del Uruguay el capitán de navío Michelena envió al capitán Artigas en persecución de las partidas de Zapata que saquearon la estancia de García Petisco el 14 de diciembre de 1810, capitaneadas por Juan el Chileno o el Rubio Chileno, quien expresó que lo hacía por mandato del General de la Junta de Buenos Ayres. El 16 de diciembre Artigas pasó por la estancia de Pablo José de Ezeiza, en Jacinta, costa del río Gualeguay, y continuó hacia Nogoyá luego solicitar caballos. Si bien en la comunicación que el administrador de la estancia, Juan Bruno de Puentes, envió a Ezeiza se dice que llegaron 200 soldados realistas, la esposa de Ezeiza comunicó que eran 70, Belgrano dedujo que eran 100 basándose en los informes que recibió de La Bajada, y Martín Rodríguez comunicó a la Junta el 18 de diciembre desde el Cuartel General de la Laguna de Santa Fe que eran 84 soldados, lo que se corresponde con la compañía de blandengues que comandaba Artigas.

(...) oy hemos tenido laúnica de haver llegado a esta estanc.a de V. el capt. Comand.e D. José de Artigas con 200, ombres en Seguim.to del Rubio Chileno qe antes de Ayér Sedice qe con una Partida fue ala Estancia de Petisco, robó q.to havía (...)

Artigas llegó hasta el arroyo Nogoyá y logró capturar a algunos de los atacantes de la estancia de García Petisco, replegándose a Concepción del Uruguay ante la presencia de las partidas de Zapata.

## Alzamiento de Zapata
También para auxiliar a Belgrano, la Junta envió a 441 soldados del Regimiento de Pardos y Morenos al mando del teniente coronel Martín Galain, que llegaron a Santa Fe el 9 de enero de 1811. Dos días después las fuerzas de Rodríguez pasaron a La Bajada en previsión de que la columna realista al mando del capitán Artigas avanzara hasta ese pueblo.
En febrero de 1811 Michelena debió destacar la mayor parte de sus fuerzas hacia Mercedes, por orden de Vigodet, debilitando su posición en Entre Ríos, lo cual fue aprovechado por Rondeau para desertar en Concepción del Uruguay, cruzando el río en bote con su esposa hacia Paysandú y de allí a Belén y La Bajada. José Artigas y el teniente Rafael Hortiguera escaparon de Colonia el 15 de febrero y 10 días después fueron recibidos por Aulestia en Nogoyá. El 11 de febrero Michelena llegó por sorpresa a Casa Blanca, cerca de Paysandú, y desarticuló una conspiración patriota, encarcelando al capitán Jorge Pacheco y a Francisco Ramírez, quienes fueron conducidos a Montevideo.
En un nuevo intento, al frente de una compañía 52 hombres armados de lazos y cuchillos, el 18 de febrero de 1811 Zapata recuperó Gualeguay. En el parte enviado a la Junta Zapata expresó que con:

(...) 52 hombres, que a mi costa, con sacrificio de mi pobreza, con mis persuasiones, influjo, y otros arbitrios, pude reunir con el alto fin de defender á costa de nuestra sangre (...) Es verdad que en esta villa no hubo resistencia alguna para su reconquista: pero lo mismo hubiera sido, que la hubiese habido. A todo estábamos dispuestos (...)

Secundado por Samaniego, quien se le unió con sus criollos, el 22 de febrero Zapata recuperó Gualeguaychú, logrando apresar dos barcos de Montevideo en ese puerto y dispuso el arresto de los europeos. El 7 de marzo entraron en Concepción del Uruguay abandonada por Michelena el día anterior. En el parte dirigido a la Junta el 8 de marzo, Zapata expresó sobre la conducta de los realistas:

(...) teniendo en prisiones hasta las mujeres, y niñas solteras, que manifestaban adhesión a la Suprema Junta contra quien se había publicado la guerra, y se cantaban versos públicamente (...)

En ese parte Zapata comunicó a la Junta que se le reunieron soldados blandengues de la compañía que había mandado Artigas, desertados de las filas realistas, expresando: habérsele reunido diez blandengues y un sargento del cuerpo del capitán Artigas y Hoy se me han reunido nueve blandengues más del mismo cuerpo del capitán Artigas, con el baqueano Blanco.
En el avance sobre Concepción del Uruguay Zapata contó con la colaboración del blandengue Basilio Galván, a quien designó capitán de 100 milicianos, y que fuera de la compañía realista del comandante Cayetano Ramírez de Arellano. El 11 de marzo la Junta nombró capitán a Zapata, confirmando la designación de Rodríguez.
En ausencia de Díaz Vélez en Concepción del Uruguay, Bartolomé Zapata murió el 21 de marzo cuando intentaba evitar ser arrestado por el teniente Mariano Zejas durante una disputa por el puesto de comandante interino con el teniente coronel de milicias Francisco Doblas, quien antes de la ocupación realista era el segundo comandante de milicias locales. Doblas había llegado a Concepción del Uruguay el 12 de marzo, junto con el capitán Vilches y 80 milicianos. La Junta ordenó a Rondeau que hiciera una investigación sobre la muerte de Zapata.

## Campaña sobre la Banda Oriental
El 28 de febrero de 1811 se produjo el pronunciamiento en favor del gobierno revolucionario de Buenos Aires de los caudillos orientales Ramón Fernández, Venancio Benavides y Pedro Viera en las cercanías de la Capilla Nueva de Mercedes y de Santo Domingo Soriano, hecho conocido como Grito de Asencio. En la comunicación dirigida el 1 de marzo a la Junta Fernández expresó:

El dia de ayer oficié á don José Artigas, de quien tengo noticia hallarse en Nogoyá, jurisdiccion de Santa-Fé, y en su defecto, á el primer jefe de las tropas que se hallare de esta banda pertenecientes á esa Capital, para que me auxilien á la mayor brevedad, pues puedo ser atacado de la Colonia ó Montevideo, y me veré precisado á abandonar estos puntos: no habiéndome extendido á mayores conquistas, por considerar no tener como sostenerme; en vista de lo cual aguardo se me proteja por V. E. aunque sea con un pequeño número de gentes, armamentos y algunas municiones, avisándome el punto donde se han de desembarcar, para agregar de los de esta banda algunos para abultar su número, y al mismo tiempo se ordene á los que están en la Bajada, vengan á reunirse, pues no hallarán obice alguno hasta estos puntos.

Por carta fechada el 4 de marzo, del comandante de Belén, Francisco Redruello, Belgrano conoció el alzamiento y ordenó a Galain que se dirigiera a auxiliarlos con el Regimiento de Pardos y Morenos, que se hallaba en La Bajada desde principios de febrero. 
Belgrano fue derrotado en la Batalla de Tacuarí, repasó el Paraná y reagrupó sus fuerzas en Candelaria el 14 de marzo de 1811. En cumplimiento de órdenes emitidas por la Junta el 7 de marzo, partió el 26 de ese mes siguiendo el río Uruguay hacia la Banda Oriental. 
El 2 de marzo fue destruida en el Combate de San Nicolás la escuadrilla patriota de 3 barcos que llevaba también ayuda a Belgrano, quedando las costas entrerrianas a merced de los barcos corsarios de Montevideo.
El 31 de marzo de 1811 Galain se hallaba en Gualeguaychú y por orden de Belgrano destacó a Miguel Estanislao Soler con un piquete de pardos y morenos hacia Soriano y Mercedes, obteniendo el triunfo del Combate de Soriano el 4 de abril sobre las fuerzas de Michelena.
La Junta le dio a Artigas 200 pesos y 164 blandengues y el 9 de marzo inició el retorno a la Banda Oriental, llegando el día 15 a La Bajada y el 24 de marzo a Concepción del Uruguay. Respondiendo al pedido de ayuda del comandante Ramón Fernández de Mercedes, adelantó 80 soldados que llegaron el 5 de abril a ese pueblo y el 9 de abril desembarcó con el resto de sus tropas entre Las Vacas y la Calera de las Huérfanas.
El 31 de marzo el ejército de Belgrano pasó por Santo Tomé, 6 de abril estuvo en Mandisoví y el día 9 la primera división llegó a Concepción del Uruguay. Belgrano cruzó a la Banda Oriental por el Paso de Perucho Berna el 19 de abril, estableciendo su cuartel general en la Capilla de Mercedes. El 24 de abril llegó a Concepción del Uruguay el teniente coronel José Rondeau, nombrado segundo al mando y luego sucesor de Belgrano en las operaciones sobre la Banda Oriental, con tropas provenientes de Buenos Aires, entre ellas 426 soldados que le entregó José Moldes en La Bajada. Rondeau había sido nombrado teniente coronel de dragones el 9 de marzo en Buenos Aires.

## Milicias realistas entrerrianas
Milicias realistas de Concepción del Uruguay fueron embarcadas el 6 de marzo por el teniente coronel José de Urquiza rumbo a Montevideo en el barco Nuestra Señora de la Concepción, a donde llegaron el 20 de marzo. Esos 87 milicianos integraban las dos compañías del Regimiento Provincial Urbano de Milicias del Uruguay. El regimiento tenía como comandante a Urquiza, la 1° compañía estaba al mando del capitán José Antonio Posse de Leys y del alférez José de Castro, con un sargento 1°, un sargento 2°, 2 cabos 1°, 2 cabos 2° y 40 soldados. La 2° compañía estaba al mando del capitán Narciso Calvento y del alférez Lorenzo Ignacio Macatzaga, con un sargento 1°, un sargento 2°, 2 cabos 1°, 2 cabos 2° y 31 soldados. Algunos de los milicianos se engancharon en el ejército realista el 6 de julio de 1811, quedando a sueldo, mientras los demás subsistieron en la miseria en Montevideo. 
El 11 de marzo la Junta nombró capitán a Zapata. Ese mismo día, a bordo de la balandra Victoria, cuando se hallaban frente a Fray Bentos, Urquiza sometió a juicio a Tomás Paredes y otros vecinos de Paysandú llevados detenidos acusados de haber avisado a Díaz Vélez con grandes fogatas durante la noche del 5 de noviembre de 1810, que se iba a producir la invasión de Michelena.
Los soldados realistas americanos fueron destinados al Ejército del Norte por el gobierno de Buenos Aires al caer Montevideo, siendo probable que ese fuera el destino de muchos de los milicianos realistas entrerrianos, cuyo regimiento fue disuelto.

## Tratado de Pacificación
Tras el Grito de Asencio la sublevación se propagó por la campaña de la Banda Oriental. El virrey Francisco Javier de Elío firmó a fines de 1811 un convenio con la princesa Carlota Joaquina (hermana del rey Fernando VII) y reina consorte de Portugal, por medio del cual un ejército portugués al mando de Diego de Souza invadió la Banda Oriental en apoyo de los realistas. Fuerzas irregulares portuguesas desde Misiones invadieron Mandisoví y San Antonio del Salto Chico en agosto de 1811 al mando del capitán Joaquim Felix de Fonseca, rumbo a Concepción del Uruguay, villa que se hallaba bloqueada por barcos españoles enviados desde Montevideo. El 11 de octubre de 1811 los portugueses atacaron la villa, pero fueron rechazados por las fuerzas al mando del capitán Francisco Quevedo, atacando también Gualeguay.
La relación con Buenos Aires cambió cuando el Triunvirato, el 20 de octubre de 1811, mediante el representante José Julián Pérez firmó un armisticio con el virrey Elío de Montevideo, que lesionaba los intereses entrerrianos, ya que Gualeguay, Gualeguaychú y Concepción del Uruguay debían ser entregadas a Elío. Portugueses y patriotas debían abandonar la Banda Oriental levantando estos últimos el sitio de Montevideo. Elío debía levantar el bloqueo de los ríos. El convenio fue ratificado por el virrey el 21 de octubre y tres días después por la Junta.

Cláusula 7. Los pueblos del Arroyo de la China, Gualeguay y Gualeguaychú situados entre rios, quedarán de la propia suerte sujetos al gobierno del Exmo. Sr. Virey; y al de la Exma. Junta los demas pueblos; no pudiendo entrar jamas en aquella provincia ó distrito, tropas de uno de los dos gobiernos, sin previa anuencia del otro.
Tratado de Pacificación

Las tres villas rechazaron el convenio de Pacificación y desde ese momento Entre Ríos adquirió un carácter fuertemente federal.

## Éxodo oriental
Artigas, que había abandonado el bando realista, también rechazó el convenio y se retiró con el pueblo oriental (Éxodo oriental) hacia la zona de la actual Concordia, cruzando el río Uruguay por el Salto Chico el 10 de diciembre. En enero de 1812 estableció el Campamento del Ayuí, desde donde ejerció el cargo de Teniente Gobernador Justicia Mayor y Capitán del Departamento de Yapeyú, que le confirió el Triunvirato el 15 de noviembre.
Como los portugueses no se retiraron de la Banda Oriental, el Primer Triunvirato informó a Vigodet el 1 de enero de 1812 que ayudaría a Artigas a expulsarlos. Vigodet respondió que lo impediría y el 31 de enero reanudó las hostilidades. El Triunvirato puso a Artigas al frente de las operaciones y le envió el Regimiento de Pardos y Morenos al mando de Miguel Estanislao Soler y 20.000 pesos conducidos por Ventura Vázquez. En marzo Artigas abandonó el Campamento del Ayuí y cruzó el río Uruguay ocupando el Salto Chico Oriental. El capitán Francisco Uriondo logró derrotar a los portugueses en el combate de Itapebí Grande y cuando se hallaban cerca de Paysandú el gobierno de Buenos Aires ordenó a Artigas regresar al Ayuí, en momentos en que el cónsul británico Lord Strangford mediaba con la corte de Río de Janeiro y consiguiera que los portugueses abandonaran la Banda Oriental luego de la firma el 26 de mayo del Tratado Rademaker-Herrera.
El 23 de mayo de 1812 Elías Galván fue nombrado comandante de Entre Ríos, renunciando a principios del año siguiente.
Para tomar a Montevideo se formó un ejército porteño al mando del triunviro Manuel de Sarratea, secundado por José Rondeau, que atravesó el Paraná a principios de junio de 1812. Este ejército fijó su cuartel general en el Paso Vera, al norte de Concepción del Uruguay y frente a Paysandú, desde donde Sarratea viajó al Ayuí para incorporar unos 2.000 milicianos que sustrajo de las fuerzas de Artigas, y luego a fines de septiembre pasó a la Banda Oriental a la vez que Artigas lo hacía por el Salto Chico con 1.500 hombres. En octubre iniciaron el sitio de Montevideo sin participación de Artigas.

## Defensa de las costas
Las baterías que Belgrano instaló en Rosario (batería Libertad) y en la hoy entrerriana isla del Espinillo (batería Independencia) en febrero de 1812, fueron trasladadas a fines de julio de 1812 a Santa Fe y a la Punta Gorda (cerca del Paso del Rey, en la actual Diamante). En enero de 1813 fueron finalizadas las obras en Punta Gorda, consistentes en tres baterías: la del Banco, la de Costa Firme y la de la isla de la Ensenada. Su último comandante fue Marcos Balcarce, cuando estaban custodiadas por 64 hombres del Regimiento N.º 2 de Infantería, 111 artilleros, 71 Blandengues de Santa Fe y 74 de la Compañía de Pardos. En noviembre de 1813 el gobierno ordenó destruir parte de las baterías de Punta Gorda, trasladando el resto a Concepción del Uruguay para pasar al sitio de Montevideo.
Mientras se construían las baterías, el 4 de agosto de 1812 el sargento mayor Benito Álvarez con 80 patricios se embarcó en Paso del Rey y logró recuperar 5 barcos paraguayos apresados el 31 de julio por corsarios realistas (Combate del río Paraná).
Como parte de la defensa del río Uruguay contra el ataque y saqueo de barcos realistas de Montevideo, el 14 de enero de 1813 los capitanes Gregorio Samaniego y José Santos Lima lograron el triunfo en el Combate de arroyo El Bellaco, apresando 3 pequeños barcos. El 8 de febrero Samaniego volvió a derrotarlos en el Paranacito, apresando una balandra. El 24 de febrero un grupo de entrerrianos capitaneados por Ricardo López Jordán (padre), junto a fuerzas porteñas al mando del teniente Miguel Escobar, capturaron en Concepción del Uruguay a los barcos Victoria Constante y Carumbé. 
El de 21 de noviembre de 1813 ocurrió el incidente conocido como Retirada de Landa, cuando Hilarión de la Quintana, al frente de 223 soldados de caballería, del Regimiento de Granaderos a Caballo y milicias de Gualeguay y Gualeguaychú, puso en fuga hacia los barcos a unos 600 realistas que intentaban obtener víveres para instalar un hospital en la isla Martín García para reponer a los enfermos de un contingente llegado de España. Los realistas buscaban además caballos para realizar una salida de Montevideo e hicieron poco antes un intento de desembarcar en Puerto Ibicuy. 
El 10 de enero de 1814, Samaniego protagonizó un segundo combate en el río Paranacito, junto con 36 hombres armados de fusiles y 14 de lanzas, capturaron 3 pequeños veleros armados realistas.
A principios de 1814 se sublevó el batallón de correntinos que guarnecía Concepción del Uruguay, saqueando la villa y huyendo luego hacia Corrientes. Los sublevados se apoderaron de abastecimientos destinados a las tropas que operaban en la Banda Oriental. Para reprimir a los correntinos Hilarión de la Quintana llegó a Concepción del Uruguay al frente de 36 granaderos a caballo al mando del teniente Manuel Hidalgo y 40 infantes del Regimiento N° 2 al mando del capitán Villalta, con instrucciones de diezmarlos, pero no los alcanzó.
Quintana fue nombrado comandante de Entre Ríos en enero de 1814, debiendo ocuparse de enfrentar a las milicias artiguistas mientras sufría la amenaza de una flota al mando de Jacinto Romarate, que contaba con una fuerza de desembarco de 400 hombres al mando del coronel Loaces. Ante el avance de los artiguistas al mando de Fernando Otorgués, Quintana evacuó Entre Ríos.
A mediados de marzo de 1814 Guillermo Brown logró tomar la isla Martín García, derrotando a la escuadrilla realista de Romarate, que se internó en el río Uruguay hasta la isla Vizcaíno. Brown destacó 6 barcos en su persecución, al mando de Tomás Nother, pero Romarate recibió municiones y víveres, entregados en parte por Otorgués. El 28 de marzo la flotilla española llegó a Concepción del Uruguay, en donde Otorgués recibió a Romarate, y fue alcanzada ese día por la flotilla de Nother produciéndose el Combate de Arroyo de la China en donde los realistas obtuvieron una completa victoria.
Al caer Montevideo en manos patriotas el 23 de junio de 1814 la amenaza realista a Entre Ríos finalizó. Las guerras civiles que comenzaron con el abandono del sitio de Montevideo por Artigas sustrajeron a los entrerrianos de la guerra de independencia que continuó en otros frentes, finalizando desde entonces la guerra contra los realistas en Entre Ríos.